# Gibea

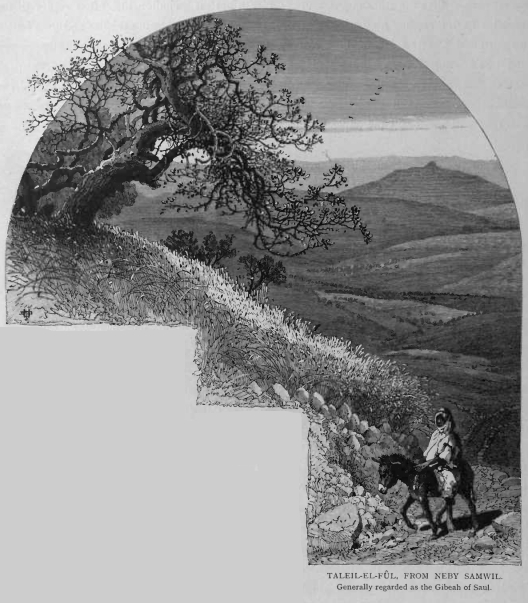
Gibea in 1880

Gibea (Hebreeuws: גבעה, "heuvel") is de naam van verschillende plaatsen die in de Hebreeuwse Bijbel voorkomen. Een ervan wordt meestal geïdentificeerd als het moderne Tell el-Ful op 6 kilometer ten noorden van Jeruzalem en ten oosten van de weg van Jeruzalem naar Sichem.
Gibea wordt onder meer genoemd als de verblijfplaats van Saul, de eerste koning van de Israëlieten. Dit Gibea lag in het stamgebied van Benjamin en wordt op diverse plaatsen genoemd.
Een tweede Gibea lag in het land van Juda waarschijnlijk ten zuidoosten van Hebron. Het zou kunnen een van de dorpen zijn die door Eusebius in zijn Onomasticon Gabaa en Gabatha werden genoemd en het is waarschijnlijk ook het Gibea dat genoemd wordt in 2 Kronieken 13:2
Volgens Flavius Josephus' De Joodse oorlog sloeg de Romeinse generaal Titus, de zoon van keizer Vespasianus, zijn kamp op op de hoogte van Gibea op de avond voor dat hij Jeruzalem aanviel.
Op de plaats werden opgravingen verricht door William F. Albright in 1922 en 1933. Hij legde de resten van een versterking uit de midden-bronstijd (2000-1550 v.Chr.) bloot die zou zijn heropgebouwd in de 12e à 11e eeuw v.Chr. Albright dacht dat hij het paleis van Saul had gevonden maar later onderzoek betwijfelt de identificatie van Tell el Ful als het Bijbelse Gibea.